# 陶行知
陶行知（1891年10月18日—1946年7月25日），字世昌，安徽省歙县人，中国教育家。其本名陶文濬，因欣賞王陽明「知行合一」學說改名為知行，後認為「行是知之始；知是行之成」，又改名為行知。

## 生涯

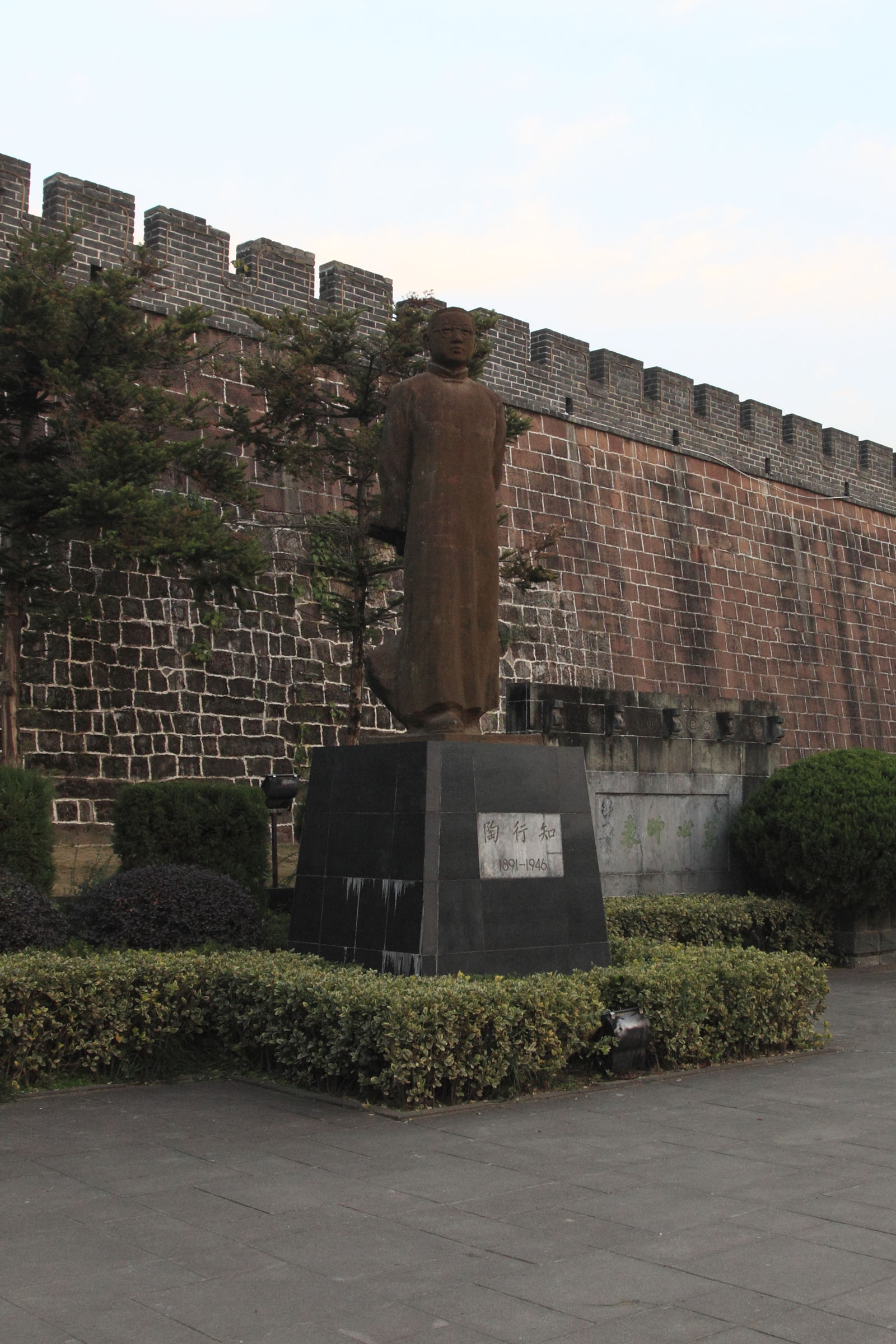
歙县城墙前的陶行知塑像

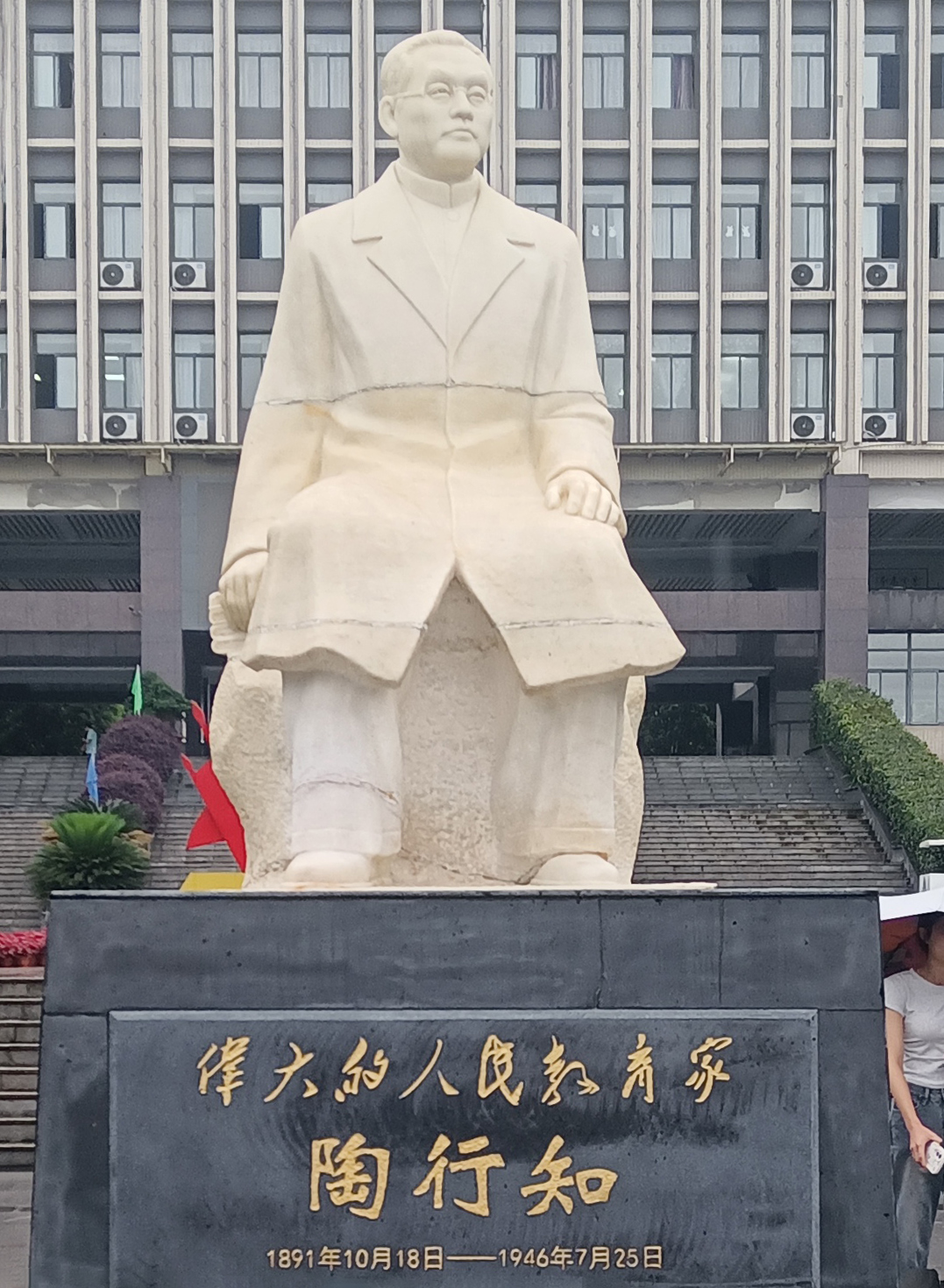
重庆某高校内的陶行知塑像

1891年10月18日，陶行知出生于安徽歙县西乡黄潭源村一个贫寒的教师之家，父位朝，南京汇文女校教师。出身新安陶氏，为会稽陶氏正德五年（1510年）迁歙的分支。其始祖来徽采办石料，因病去世，家人遂定居于此。其先祖家境本来殷实，但祖父陶允禄子嗣多，其父仅分到一亩薄田。 1897年，歙县秀才方庶咸看中文濬聪慧，免费为他启蒙。后又师事秀才程朗斋、贡生王藻。1906年，就读内地会传教士唐俊贤在歙县小北街兴办的崇一学堂，开始学习西方科学文化知识。1908年，考入了杭州广济医学堂，但因这所教会学校歧视非入教的学生，他不愿意自己思想受外国人的随意摆布，入学仅三天，他即愤而退学。1909年，陶行知考入美以美会在南京所办的汇文书院博习馆（即预科）。次年，汇文书院合并宏育书院更名金陵大学，从汇文书院预科升入金陵大学文科。曾任《金陵光》中文版主笔。1914年，陶行知从金陵大学毕业，毕业论文题为《共和精义》。全家从歙县迁南京，与汪纯宜结婚。 
1914年，陶行知赴美国留学，先入伊利諾大學攻读市政学，次年获政治学硕士学位。1915年，入哥伦比亚大学教育学院攻读教育学博士学位，其间哲學家、教育家约翰·杜威“教育即生活，学校即社会”的观点对陶行知产生了很大的影响。 他博士论文题目是《中国教育现状》，然而，在美国，他翻遍所有图书馆资料，也找不到关于中国教育现状的内容。哥伦比亚大学规定，允许博士生回国进行调研，整理资料，再回来做论文答辩。但困于家庭条件，他决定放弃博士文凭，于1917年11月启程回国。

## 教育生涯
1917年8月，陶行知应南京高等师范学校校长郭秉文之聘，提前回国，在南京高师主讲教育学、教育行政、教育史、教育心理等。1917年底，与蔡元培等发起成立中华教育改进社，主张推动教育改变。1918年3月，任南京高等师范学校教务长；5月，南京高师成立教育专修科，任教育科主任。1919年，与劉伯明等组织南京学界联合会筹备会，同年当选为会长；作为南京高师代表参与新教育改进社、《新教育》月刊。1919年2月，发表《教学合一》，同年在南京高师将“教授法”改为“教学法”，不久为全国教育界所采用。4月，发表《第一流的教育家》，率先提出创造精神的教育思想。1920年夏，在南高师举办第一次暑期学校，为中国高等学校开办暑期学校之始。1921年，参加组织实际教育调查社；11月，从事全国教育联合会“中国新学制”起草工作。
1922年2月，陶行知任中华教育改进社主任干事。同年任中华教育改进社机关刊物《新教育》主编，并发表《我们对于新学制草案应持之态度》、《评学制草案标准》、《中国建设新学制的历史》。1923年7月，致函国立东南大学（南京高等师范学校于1921年改为国立东南大学）代理校长劉伯明，辞别东南大学，专任中华教育改进社总干事。参与发起成立中华平民教育促进会。被安徽旅宁同乡会、同学会所办南京安徽公学推为校长。先后谢绝被聘任为武昌高等师范学校（1928年改为国立武汉大学）校长、金陵大学校长的邀请，专事中华教育改进社工作及促进平民教育运动。1925年3月，还创刊了中国第一份专为农民发行的报纸《农民旬刊》。1926年，在其创办的明陵小学召开的中华教育改进社第一次乡村教育联合研究会上，宣读《我们的信条》，提倡“生活教育”。
1927年，在南京北郊晓庄创办晓庄师范。1930年4月，晓庄师范被查封。逃往日本。1931年春，陶行知回国，在上海先后创办“山海工学团”、“报童工学团”、“晨更工学团”、“流浪儿工学团”等。

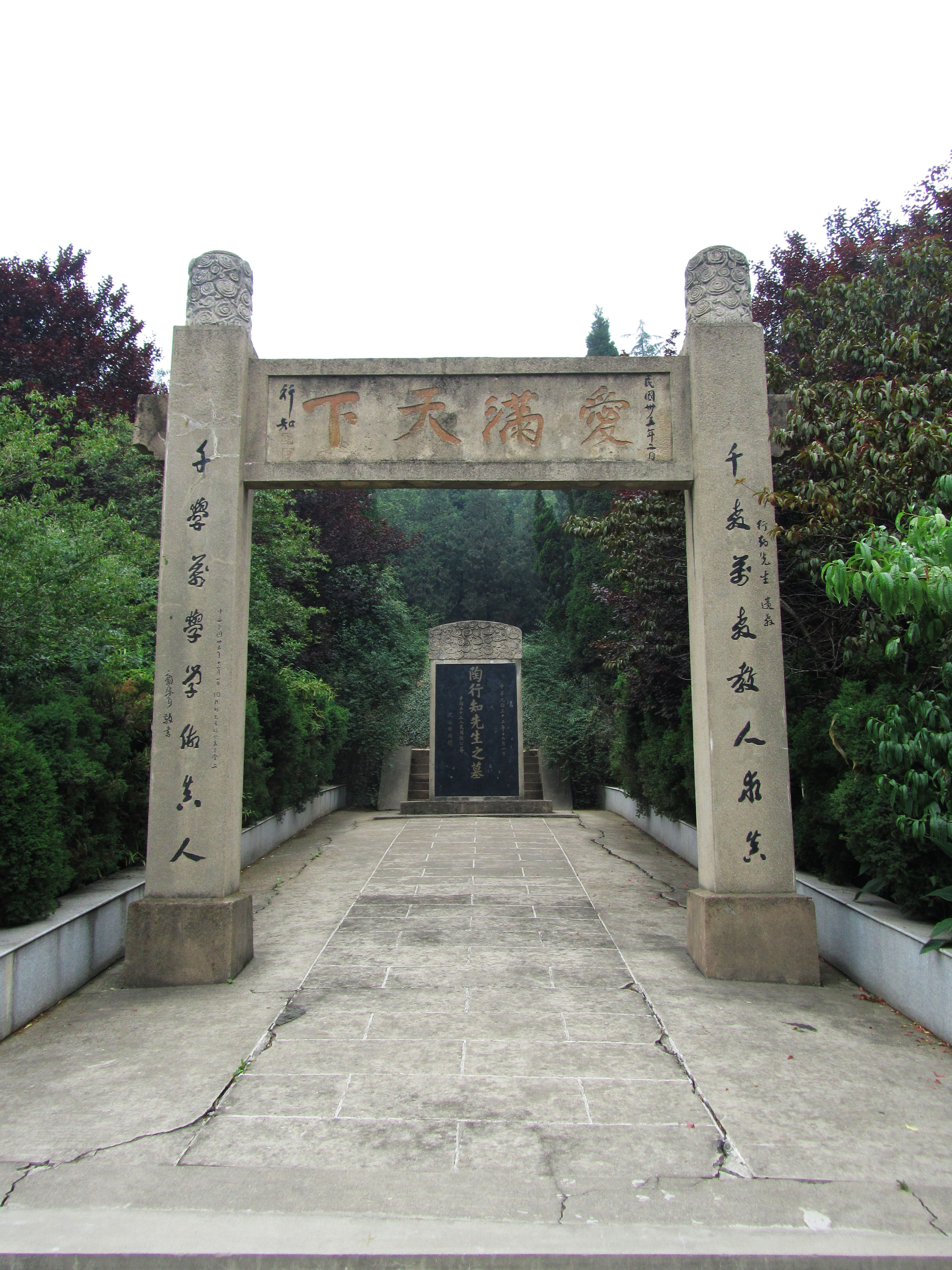
南京陶行知墓

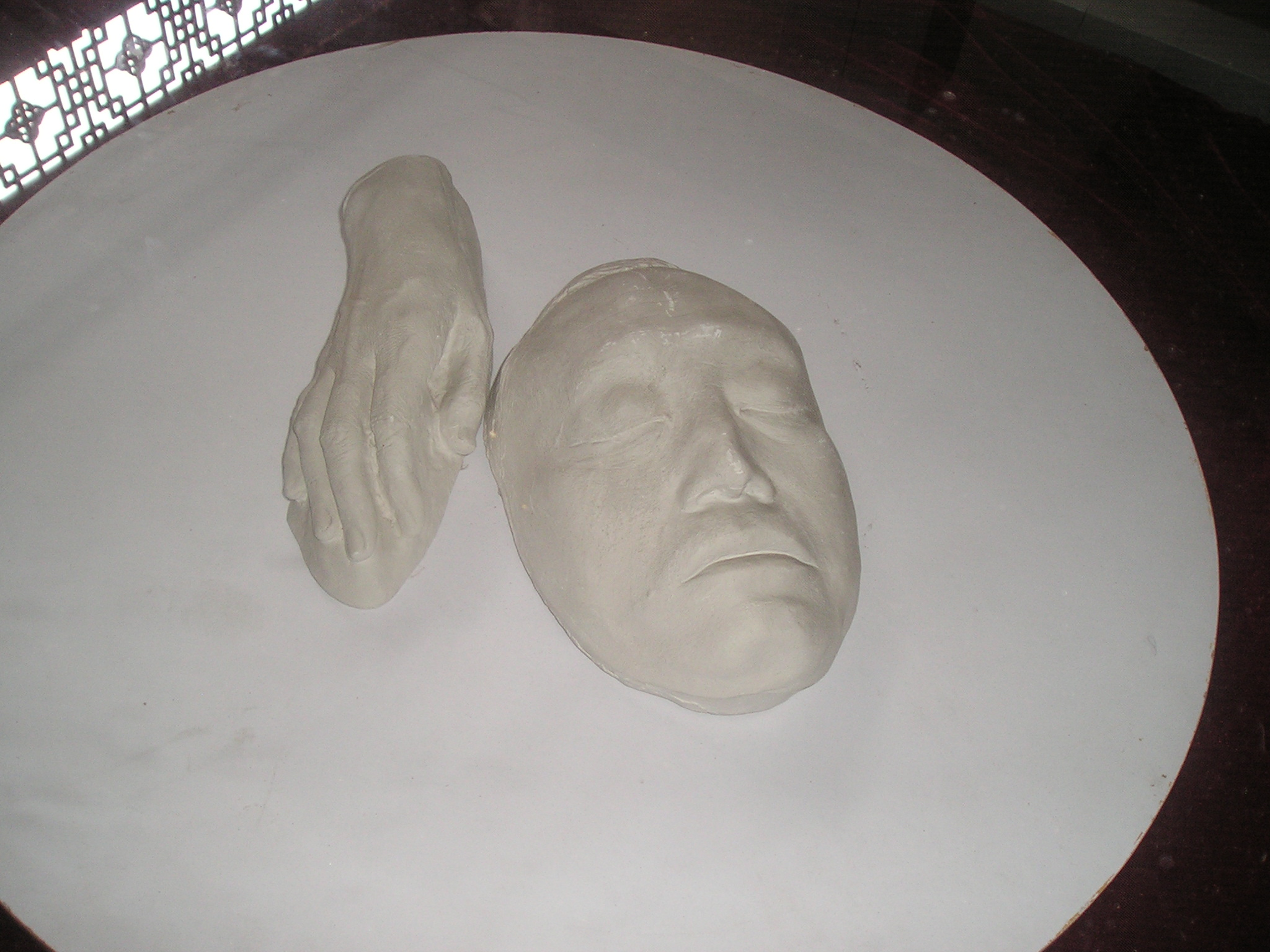
陶行知的头模、手模，歙县陶行知纪念馆

1939年，陶行知在陪都重庆的合川县古圣寺创办育才学校。1946年1月，创办重庆社会大学；4月，筹备将育才学校迁沪及筹办上海社会大学。1946年7月25日，因脑溢血在上海去世，葬于南京晓庄。

## 教育思想
- 生活即教育，社会即学校。[8][9]

“生活即教育”是陶行知生活教育理论的核心，强调生活本身的教育意义，反对传统教育脱离生活而以书本为中心。
首先，陶行知认为教育包含生活的意义。从生活的横向展开来看，生活的方式即教育的内容。他指出：“过康健的生活便是受康健的教育；过科学的生活便是受科学的教育；过劳动的生活便是受劳动的教育；过艺术的生活便是受艺术的教育；过社会革命的生活便是受社会革命的教育。” 从纵向来看，生活伴随人生始终：“生活教育与生俱来，与生同去，出世便是破蒙，进棺材才算毕业。”陶行知提倡人们积极投入生活，在生活的矛盾和斗争中选择和接受“向前向上”的“好生活”。
其次，陶行知认为实际生活是教育的中心。他表示：“生活与生活一摩擦便立刻起教育的作用。摩擦者与被摩擦者都起了变化，便都受了教育。”他主张教育应与生活紧密联系，生活所需的教育才是有价值和意义的教育。
第三，陶行知认为生活决定教育，教育改造生活。生活决定教育，体现在教育的目的、原则、内容和方法都是为了生活所需。反过来，教育能够改造生活，推动生活进步。
“社会即学校”是陶行知生活教育理论的另一重要主张，是“生活即教育”思想在学校与社会关系问题上的具体化。
首先，“社会即学校”指“社会含有学校的意味”或“以社会为学校”，强调生活教育理论的实施场域。陶行知反对杜威的“学校即社会”观点，认为学校仍然像鸟笼，限制了学生。他希望拆除学校与社会之间的“高墙”，运用社会中的一切力量进行教育，使学生成为适应生活、融于民众的有用之人。
其次，“社会即学校”也指“学校含有社会的意味”。陶行知主张传统学校必须根据社会的需要进行改造。学校应通过与社会生活结合，一方面运用社会的力量促进学校进步，另一方面动员学校的力量帮助社会进步，使学校真正成为社会生活不可或缺的一部分。

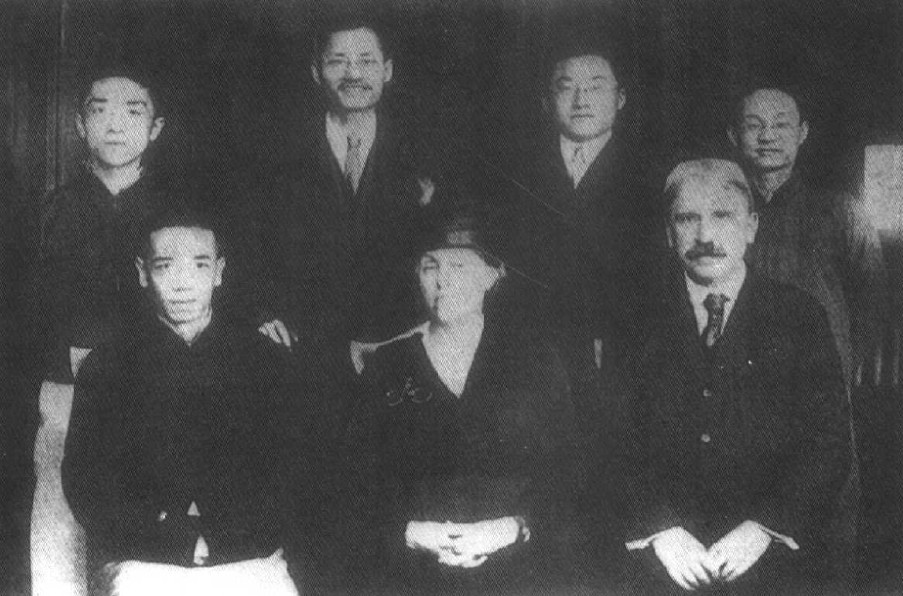
陶行知与约翰·杜威等人的合影，1919年摄于上海。 前排左起：史量才、杜威夫人、杜威 后排左起：胡适、蒋梦麟、陶行知、张作平

该学校精神源自于美国哲学家、教育家约翰·杜威的“教育即生活，学校即社会”的观点。此观点对陶行知产生了很大的影响。
- 每日四问[10]

陶行知在育才学校三周年纪念晚会上向全校师生提出了每天四个反思问题：
1. 我的身体有没有进步？如果有，进步多少？
2. 我的学问有没有进步？如果有，进步多少？
3. 我的工作有没有进步？如果有，进步多少？
4. 我的道德有没有进步？如果有，进步多少？

陶行知将“身体健康”放在第一问，体现了他对师生健康的重视。他强调：“健康第一，没有了身体，一切都完了！”他提出在学校建立“健康的堡垒”，因为学校曾有学生因病去世，加上当时国家经济落后，学校无力请校医。因此，陶行知提出四个策略：科学的观察与诊断、饮食的调节与改进、预防疲劳的休息、用卫生教育代替医生。
在“学问进步”方面，陶行知提出了五字箴言——“一、集、钻、剖、韧”。“一”指专一，倡导围绕一个专一的问题进行研究；“集”指搜集，强调大量搜集资料；“钻”指深入，要求深入研究问题；“剖”指解剖、分析，强调辨别材料的真伪；“韧”指坚韧，提倡长期坚持研究。
关于“工作进步”，陶行知提出三点建议：站好岗位、敏捷正确、做好为止。
在“道德进步”方面，陶行知认为道德是做人的根本。他提出学校要“建筑人格长城”，认为道德是“人格长城”的基础。
- 千教万教教人求真，千学万学学做真人。[11]

1943年9月，适逢百侯中学复校10周年纪念，陶行知创作了《百侯中学复校十周年纪念》一诗以贺：
　　有源水之活头兮，逝如梅河。从廓岭以凌云兮，无或蹉跎。南风之熏兮，吾道有邻。虽灾难之重重兮，如琢如磨。生辰美且吉兮，十月十。无所往而不施教兮，德泽广被。与民同寿兮，万世同歌。
　　手脑双挥兮，敲未知之门。岁寒然后知松柏之后凋兮，求仁得仁。竖起几根穷骨头兮，顶天立地。崇拜自己之集体创造兮，虽败终成。千教万教兮，教人求真。千学万学兮，学做真人。天下为公兮，教育无私。杨氏不为我兮，记取百侯之精神。
- 捧着一颗心来，不带半根草去。[12]

新安小学的创办被视为陶行知普及乡村教育的重要成果之一。
1929年6月6日，新安小学在江苏淮安萧湖的一个半岛上正式成立。陶行知亲自担任新安学校的首任校长，随后由他的学生汪达之接任。
当时，新安小学面临经费、人员和校舍短缺的问题，校舍只能设在一座破庙里。陶行知为新安师生题写了一副对联：“捧着一颗心来，不带半根草去”，以鼓励他们克服困难，继续办学。他在精神上支持学校，在业务上提供指导，并在经济上给予帮助。他在《生活的书》中写道：“我已下定心。愿为新安小学托钵化缘。”

## 历史评价
- 郭沫若：“古有孔夫子，今有陶行知”。
- 董必武：“敬爱陶夫子，当今一圣人”。
- 宋庆龄：“万世师表”。
- 毛泽东：“伟大的人民教育家”。
- 熊式辉：“陶行知先生是乡村教育的圣人”。

## 纪念地
- 南京晓庄学院
- 南京陶行知纪念馆
- 上海市陶行知纪念馆
- 歙县陶行知纪念馆